# Makin' Love
Ne doit pas être confondu avec la chanson éponyme de Kiss du album « Rock and Roll Over ».
Makin' Love est une chanson écrite et initialement enregistrée par le chanteur country américain Floyd Robinson. Elle a été publiée en single en 1959.

## Performance commerciale
Aux États-Unis, la chanson a atteint la 20e place au Billboard Hot 100 et la 27e place au classement Billboard Black Singles. Au Royaume-Uni, elle a atteint la 9e place au classement des singles.

## Classements
| Classement (1959)                       | Meilleure position |
| --------------------------------------- | ------------------ |
| Belgique (Wallonie Ultratop 50 Singles) | Tip                |
| Norvège (VG-lista)                      | 7                  |
| Royaume-Uni (UK Singles Chart)          | 9                  |
| États-Unis (R&B/Hip-Hop Songs)          | 27                 |
| États-Unis (Hot 100)                    | 20                 |

## Version française
La chanson a été adaptée en français sous le titre T'aimer follement.